# Église Saint-Pierre de Woolton
Pour les articles homonymes, voir Église Saint-Pierre.
L'église Saint-Pierre (en anglais : St Peter's Church) est une église anglicane, située sur Church Road, à Woolton (en), dans la banlieue de Liverpool. Elle appartient au doyenné de Liverpool South Childwall, l'archidiaconé de Liverpool et le diocèse de Liverpool. L'église est classée et inscrite sur la liste du patrimoine national anglais. L'église a également des liens avec les Beatles.

## Histoire
En 1826, une chapelle en grès est construite près du site actuel de l'église. De style néoclassique, elle pouvait contenir environ 200 personnes. Alors que la population de Woolton s’accroît, la décision de construire une nouvelle église est prise, et la première pierre est posée en 1886. La nouvelle église est conçue par les architectes locaux Grayson et Ould et est achevée en 1887, puis une extension est ajoutée à l'ouest de l'église en 1989, qui comprend une salle à huit côtés.
L'église Saint-Pierre est construite en grès rouge, en style perpendiculaire. Son plan comprend une nef, des bas-côtés nord et sud à quatre travées sous pignons séparés, un porche sud, un transept nord, un chœur, une chapelle nord à trois travées, une sacristie sud et une tour sud-ouest. La tour a une hauteur de 27 mètres. Elle présente des contreforts d'angle, une tourelle à pans coupés dans l'angle sud-est, des doubles clochers à deux lumières, une corniche, des gargouilles, un parapet crénelé et des pinacles.
À l'intérieur de l'église se trouvent des arcades à cinq travées portées par des colonnes quadrilobées. La nef est couverte d'un toit en poutres martelées et dans la chapelle, par un plafond à pans coupés et au pochoir. Le retable contient cinq niches contenant des peintures datant de 1905 de Sigismund Goetze. Les fonts baptismaux de forme octogonale sont en albâtre, la chaire est également en albâtre, et est ornée d'une frise d'anges. Il y a des écrans en fer forgé autour du chœur et à la chapelle. Dans le chœur se trouve une sedilia avec des arcs cuspidés et des pinacles. La plupart des vitraux sont de C.E. Kempe, et l'entreprise Morris & Co a réalisé deux fenêtres. L'église abrite un mémorial de la Première Guerre mondiale réalisé par l'entreprise Heaton, Butler et Bayne. L'orgue original est conçu par Foster et Andrews en 1895, puis il est reconstruit par Rushworth et Dreaper en 1945 et rénové en 1994 par David Wells. L'orgue a trois claviers, 38 arrêts, et 2 338 tuyaux. La tour contient un jeu de dix cloches.

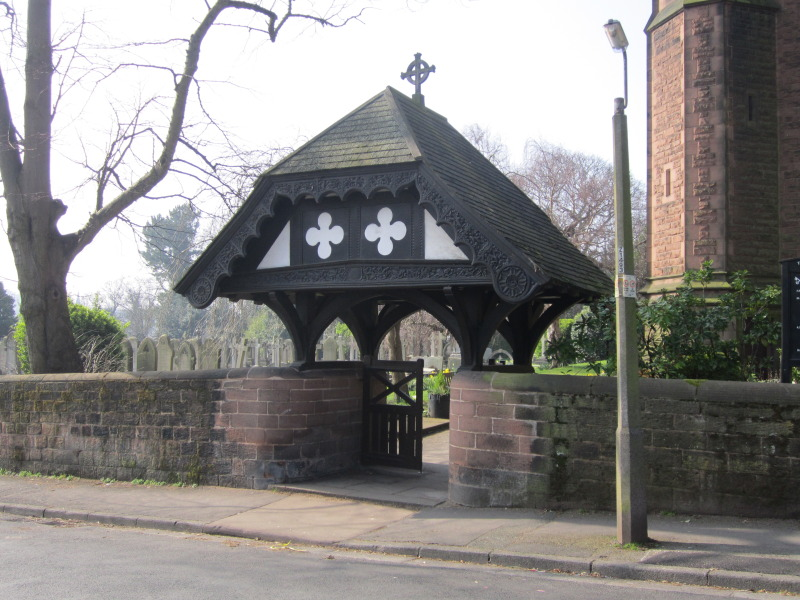
Porche

À l'entrée du cimetière se trouve un grand porche orné, conçu par Grayson et Ould, et contemporain de l'église. Il se compose d'un auvent en bois sur un socle en pierre. Le toit est en bardeaux, et les bressumers et rives sont finement sculptés. Au sommet du porche se trouve une croix, classée par English Heritage. Dans le cimetière se trouve un autre mémorial de la Première Guerre mondiale de style Art nouveau, surmonté d'une croix celtique, qui porte l'inscription « Peace », et la date de fin de la guerre.

## Notoriété du cimetière

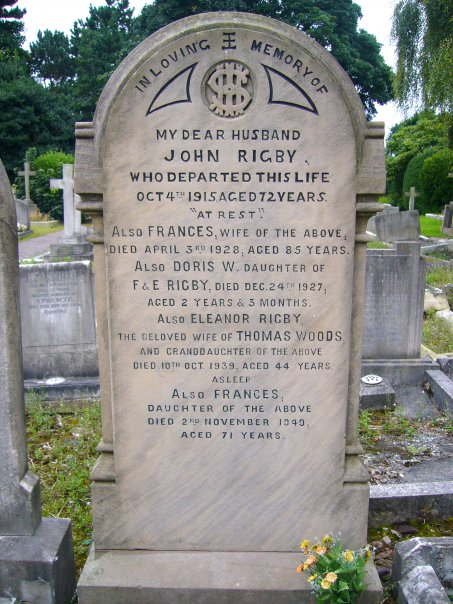
Pierre tombale portant le nom d'Eleanor Rigby à l'église Saint-Pierre.

Bob Paisley, footballeur et manager du Liverpool FC, est inhumé dans ce cimetière.
La tombe d'une jeune femme, Eleanor Rigby, porte le même nom qu'une chanson de 1966 des Beatles.

## Genèse des Beatles
C'est sur les lieux que le groupe the Quarrymen fait une prestation le 6 juillet 1957 à laquelle Paul McCartney assiste. Son jeu de guitare impressionne John Lennon, le leader de ce groupe skiffle, et il sera bientôt invité à joindre ses rangs. 